# رندی ۳۱۶۳

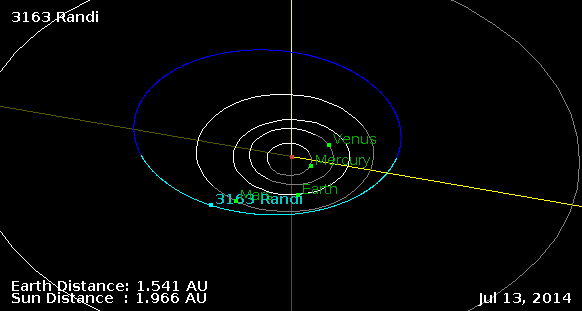
تصویر موقعیت رندی ۳۱۶۳ در مدار

سیارک ۳۱۶۳ (به انگلیسی: 3163 Randi، نامگذاری:1981QM) سه هزار و صد و شصت و سومین سیارک کشف شده‌است که در ۲۸ اوت ۱۹۸۱ کشف شد.
قدر مطلق سیارک برابر ۱۳٫۶۰ است.